# Będzie bolało
Będzie bolało (ang. This Is Going to Hurt) – brytyjski pamiętnik autorstwa Adama Kay zawierający wpisy z lat 2004-2010, opowiadających o pracy młodego lekarza. Został wydany po raz pierwszy 7 sierpnia 2017 nakładem wydawnictwa Picador. W Polsce ukazał się 6 czerwca 2018 nakładem Wydawnictwa Insignis, w tłumaczeniu Katarzyny Dudzik. Książka zdobyła pozytywną recenzję dziennika The Guardian. Na początku 2019 zdobyła tytuł Książki Roku 2018 w kategorii biografia i autobiografia według portalu Lubimy Czytać, zdobywając 1 849 głosów.
w 2022 roku na podstawie książki powstał serial o tym samym tytule. W rolę Adama Kaya wciela się Ben Wishaw.